# The Legend of Hercules
The Legend of Hercules is een Amerikaanse actiefilm uit 2014 geregisseerd door Renny Harlin. De film gaat over de Griekse mythologische held Hercules en was samen met de film Hercules, een van twee Hollywood-films die dat jaar uitkwam over het personage.

## Verhaal
Hercules wordt verbannen en als slaaf verkocht door zijn stiefvader koning Amphitryon.

## Rolverdeling
- Kellan Lutz - Hercules
- Gaia Weiss - Hebe
- Scott Adkins - Amphitryon
- Roxanne Mckee - Alkmene
- Liam Garrigan - Iphikles
- Liam McIntyre - Sotiris

## Ontvangst
De film ontving erg slechte recensies. In zijn openingsweekend bracht het 8 miljoen dollar op en internationaal 6 miljoen, terwijl het een budget had van 70 miljoen dollar. De film was genomineerd voor zeven Razzies maar won er geen.